# Tiga Race Cars

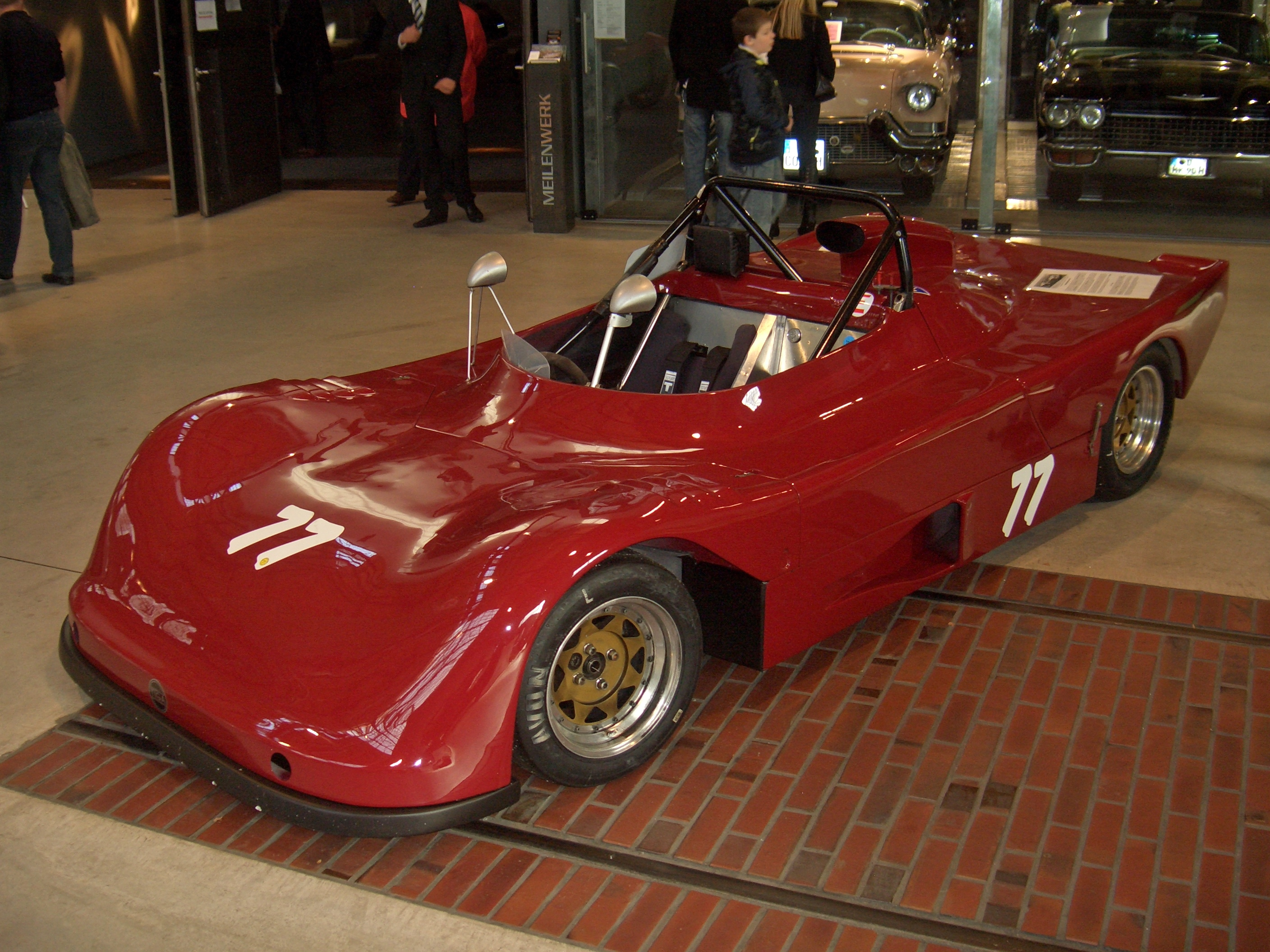
La TIGA SC 77 en 2009

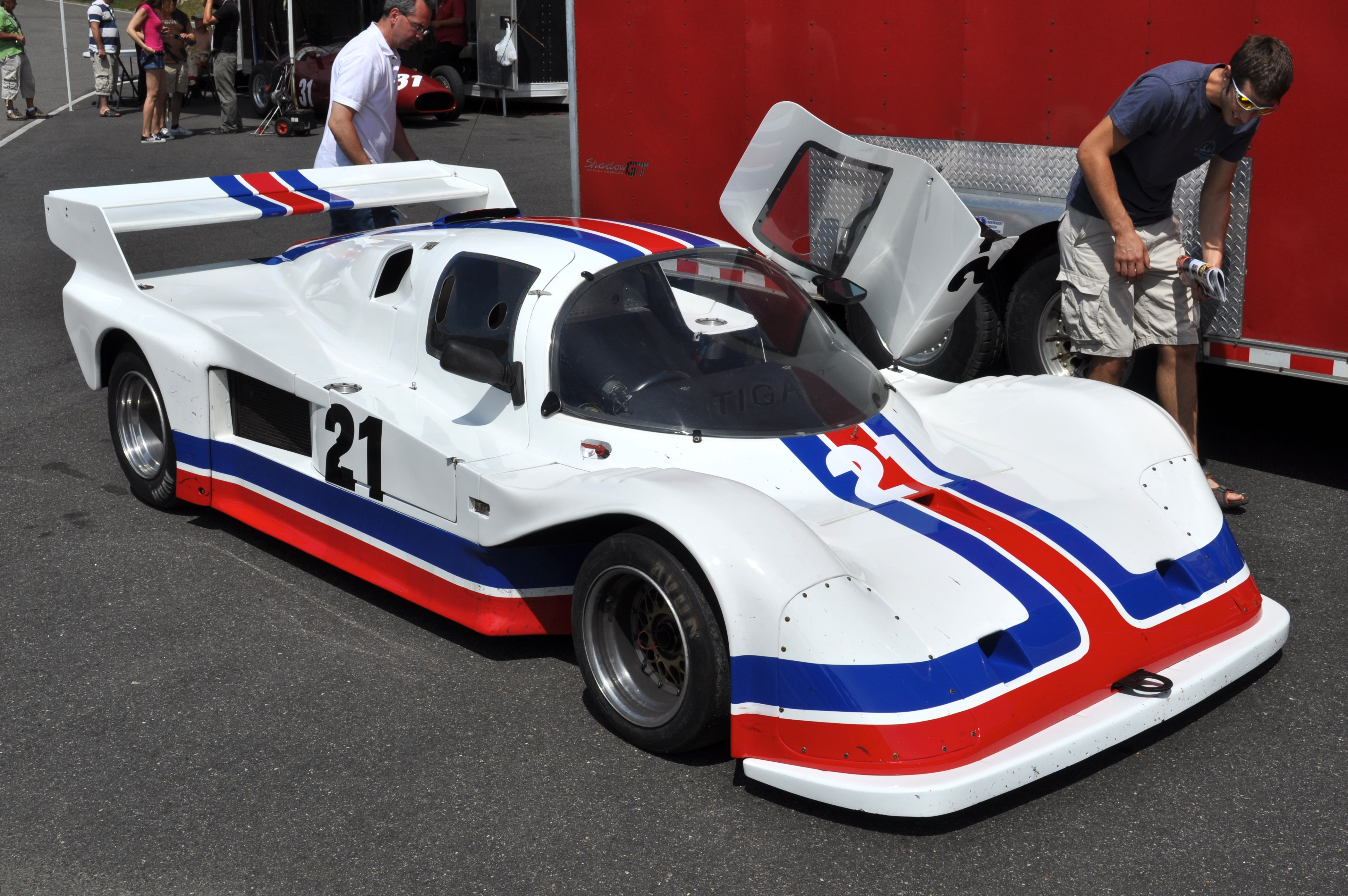
La Tiga GT285 IMSA GTP en 2010

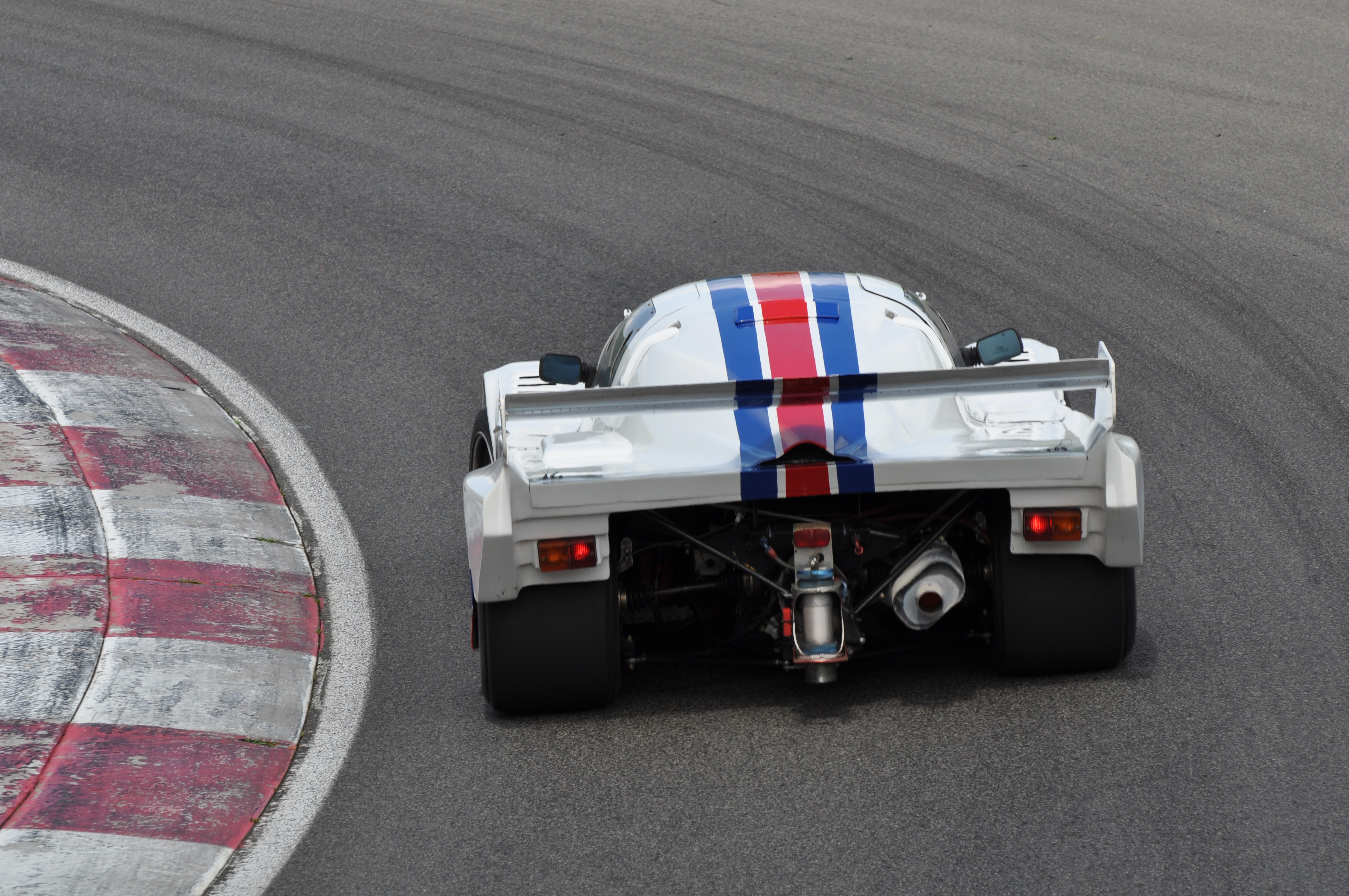
La Tiga GT285 IMSA GTP en 2010

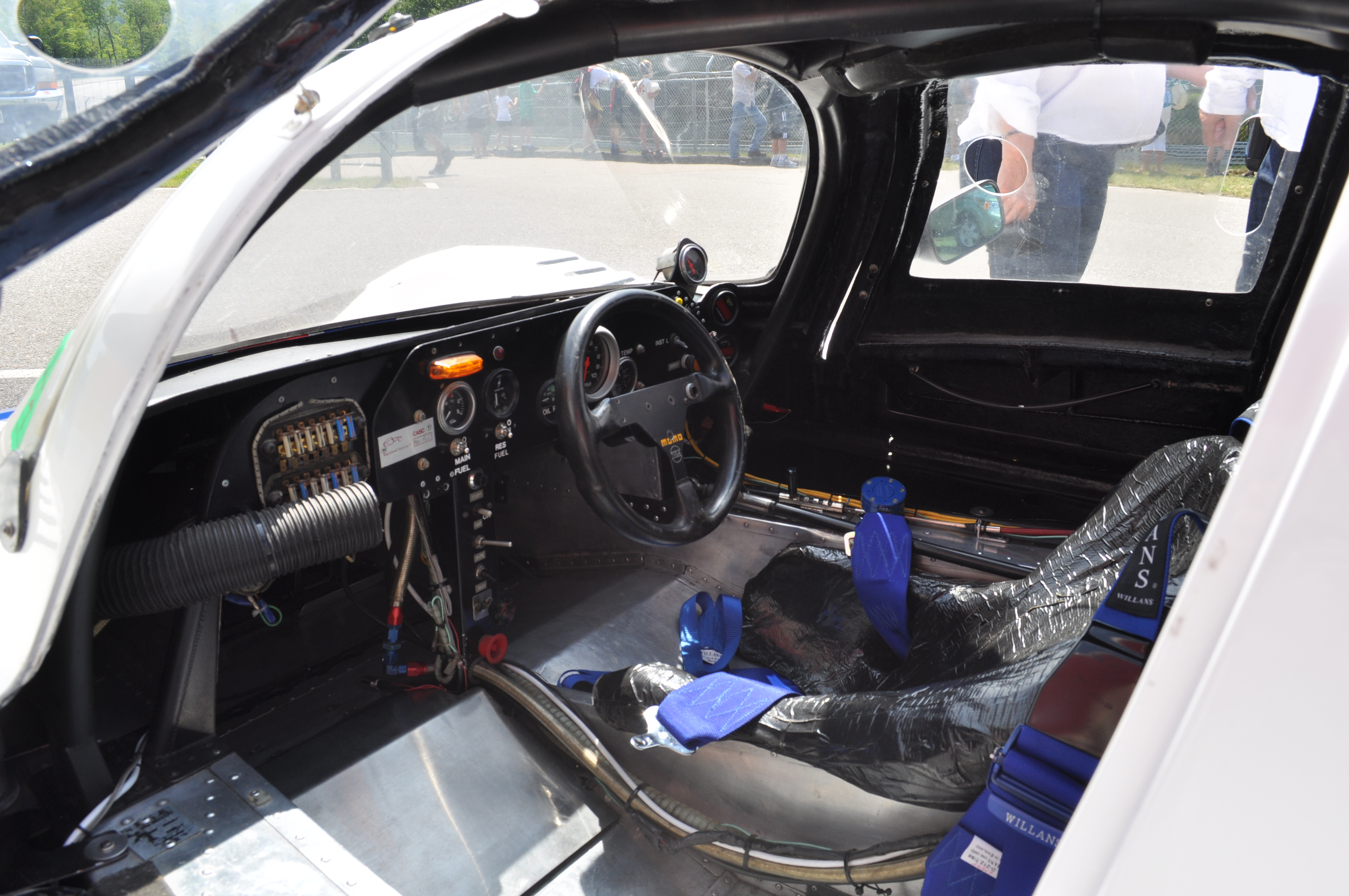
La Tiga GT285 IMSA GTP en 2010

Tiga Race Cars est une marque de voiture de sport anglaise fondée en 1974 par deux anciens pilotes de Formule 1 : Tim Schenken et Howden Ganley. Les modèles construits étaient destinés à la Formule Ford, la Formule Libre, les Sports 2000, le CanAm, les courses IMSA...

## Histoire
La compétition automobile commence avec la reprise en 1975 de MRE (Motor Racing Enterprises), un petit constructeur de monoplace britannique dont les voitures étaient dessinées par Max Boxstrom, un ingénieur suédo-canadien qui fera une carrière en Formule 1 par la suite.
Après de bons résultats obtenus avec l'aide de l'écurie Spice Engineering en 1985, cette dernière décida de développer ces propres châssis ce qui ne permettra pas à Tiga de conserver son niveau de performance. La structure a survécu quelques années en participant aux championnats IMSA mais l'entreprise cessa son activité en 1989.
En 2013, l'homme d'affaires et pilote Mike Newton rachète la marque avec de nouveaux projets.
En mars 2015, le projet de participation de Tiga avec la Tiga LM 214 LMP2 aux 24 Heures du Mans s'éloigne.

## Palmarès
- Vainqueur en 1982 et 1983 du Championnat d'Australie des pilotes avec Alfredo Costanzo sur une McLaren M26 reconstruite et renommée Tiga FA81
- Vainqueur de la catégorie C2 des 24 Heures du Mans 1985
- Vainqueur de la catégorie C3 du Championnat du monde des voitures de sport 1985
- Vainqueur de la catégorie GTP Light des 24 Heures de Daytona en 1988 et 1989
- Vainqueur du championnat IMSA Camel Lights en 1988 et 1989

## Châssis construits
Ce chapitre reprend certains châssis réalisés par la marque pour des courses d'endurance,.
- La Tiga GC84, dont le châssis 250 a remporté en 1984 la catégorie C2 des 1 000 kilomètres du Nürburgring, 1 000 km de Brands Hatch, 1 000 kilomètres de Spa, 1 000 kilomètres d'Imola et 1 000 km de Sandown
- La Tiga GC85, dont le châssis 279 a remporté le titre de la catégorie C2 du Championnat du monde des voitures de sport 1985
- La Tiga GC287, dont le châssis 360 a remporté en 1987 la catégorie C2 des 1 000 kilomètres du Nürburgring
- La Tiga GC288, dont le châssis 365 a remporté en 1988 la catégorie C2 des 1 000 kilomètres du Nürburgring
- La Tiga GC289, dont le châssis 372 a remporté en 1989 la catégorie C2 de la Wheatcroft Gold Cup